# Star Trek: Section 31
Star Trek: Section 31 è un film per la televisione di fantascienza  del 2025 diretto da Olatunde Osunsanmi e scritto da Craig Sweeny per il servizio di video on demand Paramount+. È il primo film televisivo del media franchise Star Trek e fa parte del così detto Expanded Universe creato da Alex Kurtzman. Spin-off della serie Star Trek: Discovery, il film narra le vicende di Philippa Georgiou, ex imperatrice dell'Impero Terrestre e ora agente della Sezione 31, una divisione segreta della Flotta Stellare incaricata di proteggere la Federazione dei pianeti uniti.
Michelle Yeoh interpreta Georgiou, riprendendo il suo ruolo già visto in Discovery. Lo sviluppo di una serie televisiva spin-off con Yeoh è stato confermato nel gennaio 2019, ma le riprese sono state ritardate dalla Pandemia di COVID-19. È stata quindi data la priorità a una diversa serie spin-off di Discovery, Star Trek: Strange New Worlds. Section 31 è stata trasformata in un film, annunciato nell'aprile 2023. Anche Omari Hardwick, Kacey Rohl, Sam Richardson, Sven Ruygrok, Robert Kazinsky, Humberly González e James Hiroyuki Liao recitano nel film, prodotto da CBS Studios in associazione con Secret Hideout e Roddenberry Entertainment. Le riprese si sono svolte a Toronto, in Canada, da gennaio a marzo 2024. Il teaser è stato pubblicato il 24 luglio 2024, seguito dal trailer ufficiale il successivo 7 dicembre.
Star Trek: Section 31 è pubblicato su Paramount+ dal 24 gennaio 2025.

## Trama
L'Imperatrice Philippa Georgiou viene reclutata dalla Sezione 31, una divisione segreta della Flotta Stellare incaricata di proteggere la Federazione dei pianeti uniti, e deve fare i conti con il suo passato.

## Personaggi e interpreti
- Philippa Georgiou, interpretata da Michelle Yeoh e da Miku Martineau[6] (giovane).
Ex imperatrice dell'Impero Terrestre dell'Universo dello specchio e ora agente della Sezione 31. Dopo essere entrata nel portale del Guardiano dell'Eternità,[9] Georgiou diviene proprietaria del Baraam, un nightclub fuori dallo spazio della Federazione.[10]
- Rachel Garrett, interpretata da Kacey Rohl.
Ufficiale della Flotta, futura capitana dell'Enterprise C,[11] rappresenta la Flotta Stellare nella squadra della Sezione 31.[12]
- Quasi,[13] interpretato da Sam Richardson.[14]
Un fisico camaleontide[N 1] «disinteressato all'illusione dell'utopia».[16]
- Alok Sahar, interpretato da Omari Hardwick.[12]
Un agente della Sezione 31 con «molti problemi mentali» che vuole che Georgiou paghi per il suo passato unendosi alla sua squadra per una missione segreta.[17]
- Fuzz, interpretato da Sven Ruygrok.[12]
Un agente della Sezione 31 amante del divertimento ma con un problema di gestione della rabbia.[18]
- Zeph, interpretato da Robert Kazinsky.
Un agente della Sezione 31 che vive e lavora in un esoscheletro meccanico.[19] Zeph fa qualunque cosa Alok gli dica di fare.[12]
- Melle, interpretata da Humberly González.[12]
Un agente della Sezione 31 che usa il suo "magnetismo irresistibile" a vantaggio della divisione, a differenza delle altre Deltane della Flotta Stellare che prestano voto di castità.[20]
- San, interpretato da James Hiroyuki Liao.
Un amico d'infanzia di Georgiou.[4]
- Dada Noe, interpretato da Joe Pingue.[13]
- Controllo, interpretato da Jamie Lee Curtis.[21]
È un'intelligenza artificiale che lavora per la Sezione 31.

## Produzione

### Sviluppo
Durante la produzione della prima stagione di Star Trek: Discovery, la guest star Michelle Yeoh suggerì al produttore esecutivo Alex Kurtzman di realizzare una serie spin-off con il suo personaggio Philippa Georgiou. Yeoh diede il suggerimento perché amava interpretare il personaggio e perché voleva essere un modello per le giovani donne asiatiche. Kurtzman era entusiasta dell'idea, ma non era sicuro che uno spin-off fosse fattibile poiché Discovery non era ancora stata pubblicata. Dopo che la performance di Yeoh ricevette recensioni positive, gli autori di Discovery iniziarono a pensare alla Sezione 31 come parte della trama della seconda stagione: ciò portò a ulteriori discussioni su una potenziale serie spin-off. Nel giugno 2018, dopo essere diventato unico showrunner di Discovery, Kurtzman firmò un accordo complessivo di cinque anni con CBS Television Studios per espandere il franchise di Star Trek oltre Discovery a diverse nuove serie, miniserie e serie animate. Yeoh era in trattative per recitare in una serie spin-off da novembre, serie che avrebbe dovuto seguire le gesta di Georgiou nella Sezione 31.
Nel gennaio 2019 il servizio di video on demand CBS All Access confermò che stava andando avanti con lo sviluppo dello spin-off, con le autrici di Discovery Bo Yeon Kim ed Erika Lippoldt scelte come soggettiste e showrunner. Kurtzman affermò che il progetto avrebbe dovuto essere una serie continuativa piuttosto che una miniserie limitata, e aggiunse che Kim e Lippoldt avevano iniziato a scrivere mentre stavano ancora lavorando alla seconda stagione di Discovery. La sua speranza era che la nuova serie fosse pronta per iniziare la produzione una volta completata la terza stagione di Discovery. Nel marzo 2019 il presidente di CBS Television Studios David Stapf disse che lo spin-off sarebbe stato prodotto a Toronto, in Canada, come Discovery, ma mancavano «un paio d'anni», con Kurtzman che si aspettava che uscisse nel 2021 o 2022. Il mese successivo Yeoh confermò che stava lavorando alla serie. Kurtzman disse che gli autori di Discovery erano consapevoli che la loro Sezione 31 non era coerente con l'introduzione dell'organizzazione nella serie Star Trek: Deep Space Nine e che lo spin-off avrebbe mostrato la sua evoluzione dalla loro versione alla sua rappresentazione originale, in particolare il motivo per cui diventa un'organizzazione clandestina. Kurtzman citò Killing Eve e il franchise di Mission: Impossible come influenze e affermò che Georgiou sarebbe stata «una protagonista del tutto inaffidabile. Alla fine farà la cosa giusta, ma nel modo esattamente sbagliato». A luglio, Shazad Latif disse che avrebbe potuto riprendere nello spin-off il ruolo di Ash Tyler di Discovery. A novembre fu allestita una room degli autori e Kurtzman disse che la sceneggiatura pilota «occupa un'area dell'universo di Trek che non è mai stata veramente esplorata. Ha una nuova mitologia», e paragonò la serie anche al film Gli spietati.
Secondo quanto trapelato a fine gennaio 2020, la serie sarebbe stata girata da maggio a novembre nel CBS Stages Canada di recente apertura a Mississauga, vicino a Toronto. Nel febbraio 2020, secondo quanto riferito, la serie fu rinnovata per una seconda stagione per consentire di girare le prime due stagioni una dopo l'altra. La produzione della terza stagione di Discovery fu completata in quel mese, ma le riprese dello spin-off erano state ritardate a causa dell'impegno di Yeoh per il film Shang-Chi e la leggenda dei Dieci Anelli (2021), che doveva essere girato da gennaio a maggio. I piani per iniziare invece le riprese della serie spin-off a maggio furono presto ritardati dalla pandemia di COVID-19, con Kurtzman che in seguito affermò che i loro piani per la serie erano stati «completamente sconvolti» dalla pandemia. Nell'agosto 2020, Kim e Lippoldt stavano lavorando con lo sceneggiatore di Discovery Craig Sweeny per costruire la serie; Sweeny è stato precedentemente showrunner della serie Limitless, prodotta da Kurtzman: in quell'occasione Kurtzman disse che gli sceneggiatori erano stati in grado di «andare molto avanti con le sceneggiature» a causa dei ritardi nella produzione. Un mese dopo, Jonathan Frakes disse che Kim e Lippoldt erano ottimiste sul fatto che la serie sarebbe stata realizzata nonostante fosse iniziato il lavoro su un'altra serie spin-off di Discovery, Star Trek: Strange New Worlds. Frakes aveva chiesto di dirigere l'episodio pilota di Section 31, ma aggiunse che probabilmente sarebbe stata assunta una regista donna poiché la serie era principalmente una «storia di donne». Nel marzo 2021 Paramount Global ha annunciato che CBS All Access sarebbe stato ampliato e rinominato “Paramount+”.
La terza stagione di Discovery congeda Georgiou nell'episodio in due parti Terraferma, pubblicato nel dicembre 2020, che è stato co-scritto da Kim e Lipoldt, che hanno riferito che la trama del personaggio per la stagione è stata sviluppata con «molta cura», e termina con il suo trasporto in un luogo e in un tempo sconosciuti in cui è ambientato lo spin-off; Yeoh ha detto che sperava che il lavoro sullo spin-off potesse continuare «molto presto». Nel febbraio 2021 Kurtzman disse che erano ancora in corso conversazioni sulla realizzazione della serie ed era ottimista sul fatto che alla fine ciò sarebbe accaduto a causa delle sceneggiature già completate. Tuttavia ha aggiunto che era improbabile che lo spin-off venisse aggiunto alla lista delle serie dell'universo espanso di Star Trek della Paramount+ finché una delle cinque serie esistenti non fosse giunta al termine. Nel febbraio 2022 Kurtzman affermò che lo spin-off sulla Sezione 31 era ancora in fase di sviluppo e che il suo team stava pianificando una serie di Star Trek che sarebbe uscita due o tre anni dopo. Si prevedeva che la serie sarebbe stata ripresa dalla Paramount+ subito dopo. A maggio Kurtzman disse che lui e il suo team si stavano concentrando sullo sviluppo di Section 31 e di Star Trek: Starfleet Academy come prossime due serie di Star Trek. Non erano stati fatti ulteriori annunci fino al gennaio 2023, quando Tanya Giles, capo della programmazione di Paramount Streaming, disse che lo spin-off era ancora in fase di sviluppo.

### Pre-produzione
Nel marzo 2023, dopo aver rivelato che Discovery si sarebbe conclusa con la sua quinta stagione, Kurtzman ha espresso interesse a realizzare serie di eventi e film televisivi più limitati per il franchise di Star Trek piuttosto che solo le tradizionali serie televisive in corso. Ha ribadito che il progetto era ancora in fase di sviluppo. Un mese dopo, Paramount+ ha annunciato che Star Trek: Section 31 sarebbe diventato «un film evento» in streaming invece che una serie. Yeoh era intenzionata a riprendere il suo ruolo nel film, che è stato scritto da Sweeny e che sarebbe stato diretto dal produttore esecutivo di Discovery Olatunde Osunsanmi. Il film è stato descritto come Mission: Impossible che incontra i Guardiani della Galassia. Kurtzman aveva iniziato a convertire il progetto da serie a film a metà del 2022, dopo aver realizzato che Yeoh avrebbe potuto vincere un Premio Oscar per il suo ruolo nel film Everything Everywhere All at Once (2022) e la sua agenda sarebbe probabilmente diventata molto più fitta. Lui e altri dirigenti erano già interessati a espandere il franchise a progetti di eventi ed erano preoccupati di saturarlo eccessivamente con troppe serie televisive.
Inizialmente si prevedeva che la produzione del film iniziasse alla fine del 2023, secondo quanto riferito in ottobre, prima che fosse ritardata dagli scioperi della Writers Guild of America e del SAG-AFTRA, entrambi del 2023. Nel maggio 2023 Latif ha detto di non aver saputo se sarebbe stato coinvolto nel film, ma ha espresso interesse a riprendere il suo ruolo. A metà ottobre, dopo la fine dello sciopero della Writers Guild, Kurtzman ha detto che il lavoro sul film era di nuovo in corso; ha annunciato l'inizio delle riprese nel gennaio 2024, quando sono stati rivelati altri membri del cast: Omari Hardwick, Kacey Rohl, Sam Richardson, Sven Ruygrok, Robert Kazinsky, Humberly González e James Hiroyuki Liao. Rohl interpreta una versione giovane di Rachel Garrett, interpretata da Tricia O'Neil nell'episodio L'Enterprise del passato (Yesterday's Enterprise, 1990) di Star Trek: The Next Generation, in cui è il capitano della USS Enterprise C. Sweeny ha detto che gli spettatori non avrebbero avuto bisogno di riconoscere Garrett per godersi il film poiché voleva una «bassa barriera di ingresso» per i nuovi fan. Osunsanmi ha detto che i personaggi secondari del film sono cambiati rispetto a quando il progetto doveva essere una serie televisiva, e quelle riscritture erano il motivo per cui Latif non riprendeva più il suo ruolo. Il coinvolgimento di Latif nella serie sarebbe stato legato alle Guerre Temporali di Star Trek: Enterprise. Sono stati scritturati anche Joe Pingue, Miku Martineau e Augusto Bitter.
Il film è ambientato nell'"era perduta" del franchise, tra i film dell'era The Original Series e la serie The Next Generation. Osunsanmi ha detto che questa ambientazione ha dato loro una certa libertà, ma dovevano comunque assicurarsi che la tecnologia e altri aspetti dell'ambientazione fossero appropriati per il periodo di tempo. Discutendo delle preoccupazioni sulla realizzazione di un film incentrato sulla Sezione 31, Sweeny ha riconosciuto che l'idea era «quasi antagonista ad alcuni dei valori di Star Trek», ma ha ritenuto che ci fosse spazio, nella visione di Gene Roddenberry, per persone che non vogliono lavorare sulla plancia di una nave della Flotta Stellare. Osunsanmi ha aggiunto: «Abbiamo lavorato davvero duramente per assicurarci di mantenere gli ideali di ottimismo e gli ideali di cosa vogliamo che sia la nostra società in futuro». Ha paragonato la Sezione 31 alla CIA e alle agenzie governative segrete focalizzate sugli UFO.

### Riprese
Le riprese sono iniziate ai Pinewood Toronto Studios di Toronto, in Canada, il 29 gennaio 2024, con il titolo provvisorio "Dovercourt". I Pinewood Toronto Studios sono il luogo in cui è stata prodotta Discovery, e i set di quella serie sono stati riproposti per il film. Le riprese per Section 31 si sono svolte contemporaneamente alla produzione della terza stagione di Strange New Worlds presso il vicino CBS Stages Canada, e le due produzioni hanno condiviso per la produzione virtuale l'uso del palco video wall di Toronto della società di effetti visivi Pixomondo. Glen Keenan è arrivato da Discovery e Strange New Worlds come direttore della fotografia del film.
Osunsanmi ha detto di aver spinto la troupe più forte di quanto avrebbe fatto se avesse diretto un episodio di una serie televisiva perché l'intero progetto era finito in pochi mesi rispetto a un programma esteso di una "maratona" di una stagione televisiva. Ha detto: «dobbiamo spingere tutto all'estremo... emozione, performance, azione, tutto quello che vuoi». Osunsanmi è stato anche in grado di scomporre l'intera sceneggiatura e di delineare come voleva «legare tutto insieme entro la fine». Ha scelto di riconsiderare il suo approccio creativo e visivo in modo che fosse «nuovo e fresco» piuttosto che avvicinarsi al film nello stesso modo in cui aveva affrontato gli episodi di Discovery. Sapeva che Kurtzman voleva che ogni progetto di Star Trek avesse il suo "sapore".
Era previsto che la produzione del film sarebbe durata sei settimane e sarebbe terminata il 13 marzo; l'attore Kazinsky ha annunciato la fine delle riprese il 21 marzo 2024.

### Post-produzione
Il montaggio finale del film è stato bloccato a ottobre 2024, con una durata di poco meno di due ore. In quel momento erano in corso ulteriori registrazioni di dialoghi, effetti visivi e calibrazione dei colori.

## Colonna sonora
Nel gennaio 2020 il compositore di Discovery Jeff Russo ha espresso interesse a comporre anche la colonna sonora per Section 31, ma ha detto che potrebbe non essere possibile a causa del suo carico di lavoro e del gran numero di serie di Star Trek prodotte nello stesso periodo. Ha quindi suggerito che avrebbe potuto supervisionare altri compositori per Section 31 e altre produzioni se Kurtzman glielo avesse chiesto. Nel luglio 2024 Russo è stato confermato compositore della colonna sonora.

## Promozione
Il 27 luglio 2024 è stato pubblicato il teaser. Kurtzman, Osunsanmi, Hardwick, Richardson e Rohl hanno promosso il film durante un panel sull'Universo espanso di Star Trek al Comic-Con di San Diego. Durante l'evento è stato proiettato il teaser, introdotto da Yeoh tramite un videomessaggio. James Hibberd dell'Hollywood Reporter ha descritto il teaser come «ribelle» poiché inizia con un avvertimento della Flotta Stellare sui «contenuti disadattati», utilizza uno stile diverso di grafica del titolo rispetto ai precedenti progetti di Star Trek, evidenzia la storia di omicidi di Georgiou definendola una «cattiva stronza», ed è impostato sulla canzone Formation di Beyoncé. Anche Christian Blauvelt di IndieWire e James Whitbrook di Gizmodo hanno evidenziato il tono diverso rispetto ai precedenti progetti di Star Trek, con Blauvelt che l'ha definita «un'atmosfera che non abbiamo mai ottenuto da Star Trek» ed evidenziando l'uso del termine "cattiva stronza". Michael Walsh di Nerdist ha detto che il teaser era «incredibilmente divertente», mentre Mick Joest di CinemaBlend ha elogiato l'azione e il cast e si è chiesto perché un film di Star Trek con Yeoh non fosse distribuito nelle sale. Molly Templeton di Reactor ha definito «stravagante» il teaser, aggiungendo di sperare che il film non sia la storia delle origini di Georgiou. Il film è stato promosso nell'ottobre 2024 da Hardwick, Rohl, Kazinsky e Osunsanmi durante un altro panel sull'universo espanso al Comic Con di New York, in cui è stata annunciata la data di uscita e Yeoh è apparsa di nuovo tramite videomessaggio. Il 7 dicembre 2024 è stato pubblicato il trailer ufficiale, seguito quattro giorni dopo da quello con il doppiaggio italiano.

## Distribuzione
Star Trek: Section 31 è pubblicato sul servizio di streaming Paramount+ negli Stati Uniti e in tutti gli altri paesi in cui il servizio è disponibile dal 24 gennaio 2025.

## Accoglienza

### Critica
Il film ha ricevuto recensioni generalmente negative. Su Rotten Tomatoes Section 31 ottiene il 21% di recensioni positive, sulla base di 38 recensioni, con un voto medio di 4.40/10. Su Metacritic ottiene un voto di 36/100 basato su 14 recensioni professionali.
Antonio Cuomo su Movieplayer.it lo definisce «un esperimento non del tutto riuscito» e gli dà un voto di 2.5/5. Wired lo giudica troppo simile a Star Wars: «Il film somiglia a tutto meno che a qualcosa che può far parte dell'universo creato da Roddenberry», «una banale replica di Suicide Squad in salsa Farscape con un registro da cinecomic della Marvel, confezionata con un'estetica da videogiochi, e dal risultato finale prossimo a Borderlands». Chiara Poli della rivista on line Gamesurf afferma che Section 31 «con Star Trek ha nulla a che vedere»: però «se fosse un action sci-fi slegato da Star Trek otterrebbe la sufficienza». Il Cineocchio definisce il film «un prodotto mediocre che oscilla tra momenti camp e tentativi di serietà mal riusciti, salvato solo dall'interpretazione di Michelle Yeoh»; nondimeno, per William Maga Section 31 è ben lungi dall'essere il peggior prodotto del franchise.
Robert Lloyd del Los Angeles Times ha osservato che il progetto Section 31 è stato danneggiato dalla transizione da serie a film: il prodotto — afferma il giornalista — sembra l'episodio pilota di una serie TV con la necessità di avere un secondo episodio il più presto possibile. Daniel Cooper di Engadget ha definito il film «imbarazzante». James Whitbrook di Gizmodo lo ha definito «un film d'azione povero con un ritmo imbarazzante e stonante».

## Altri media
Un fumetto con Georgiou e anch'esso intitolato Star Trek: Section 31 sarà pubblicato da IDW Publishing il 5 febbraio 2025. È scritto da Alyssa Wong con disegni di Megan Levans.

## Sequel
Nel marzo 2024 Yeoh ha dichiarato di essere disposta a realizzare un sequel se il primo film avesse avuto successo. A ottobre, Osunsanmi ha detto che «la porta è spalancata» per ulteriori storie da raccontare sulla Sezione 31.